# バトラー郡 (オハイオ州)
バトラー郡（英: Butler County）は、アメリカ合衆国オハイオ州の南西部に位置する郡である。人口は39万0357人（2020年）。郡庁所在地はハミルトンであり、同郡で人口最大の都市である。
バトラー郡はケンタッキー州とインディアナ州にも跨るシンシナティ・ミドルタウン大都市圏に属している。郡名は1791年にオハイオの北部でインディアンと戦って戦死したリチャード・バトラー将軍に因んで名付けられた。バトラーの部隊は現在ハミルトン市があるハミルトン砦から出陣した。郡内に公立のマイアミ大学がある。

## 歴史
バトラー郡は1803年3月24日にハミルトン郡から分離して設立された。郡名はアメリカ独立戦争の軍人リチャード・バトラー将軍に因んで名付けられた。

## 郡政府
バトラー郡郡政委員会はハミルトン市ハイストリート315、バトラー郡政府サービスセンター2階の委員会室で、毎週月曜日と木曜日の午前9時半から開催されている。委員会のウェブサイトには開催案内が載っている。

## 地理
アメリカ合衆国国勢調査局に拠れば、郡域全面積は470.13平方マイル (1,217.6 km2)であり、このうち陸地467.06平方マイル (1,209.7 km2)、水域は3.08平方マイル (8.0 km2)で水域率は0.66%である。

### 隣接する郡
- プレブル郡 - 北
- モンゴメリー郡 - 北東
- ウォーレン郡 - 東
- ハミルトン郡 - 南
- ディアボーン郡 (インディアナ州) - 南西
- フランクリン郡 (インディアナ州) - 西
- ユニオン郡 (インディアナ州) - 北西

## 人口動態
以下は2000年国勢調査による人口統計データである。
| 基礎データ - 人口: 332,807人 - 世帯数: 123,082 世帯 - 家族数: 87,880 家族 - 人口密度: 275人/km2（712人/mi2） - 住居数: 129,793軒 - 住居密度: 107軒/km2（278軒/mi2） 人種別人口構成 - 白人: 91.20% - アフリカン・アメリカン: 5.27% - ネイティブ・アメリカン: 0.21% - アジア人: 1.55% - 太平洋諸島系: 0.03% - その他の人種: 0.62% - 混血: 1.13% - ヒスパニック・ラテン系: 1.43% 先祖による構成 - ドイツ系：28.1% - アメリカ人：16.7% - アイルランド系：10.7% - イギリス系：9.8% 年齢別人口構成 - 18歳未満: 25.9% - 18-24歳: 11.9% - 25-44歳: 29.8% - 45-64歳: 21.7% - 65歳以上: 10.7% - 年齢の中央値: 34歳 - 性比（女性100人あたり男性の人口） - 総人口: 95.3 - 18歳以上: 92.2 | 世帯と家族（対世帯数） - 18歳未満の子供がいる: 35.5% - 結婚・同居している夫婦: 57.0% - 未婚・離婚・死別女性が世帯主: 10.7% - 非家族世帯: 28.6% - 単身世帯: 22.7% - 65歳以上の老人1人暮らし: 7.6% - 平均構成人数 - 世帯: 2.61人 - 家族: 3.07人 収入と家計 - 収入の中央値 - 世帯: 47,885米ドル - 家族: 57,513米ドル - 性別 - 男性: 42,052米ドル - 女性: 27,602米ドル - 人口1人あたり収入: 22,076米ドル - 貧困線以下 - 対人口: 8.7% - 対家族数: 5.4% - 18歳未満: 9.1% - 65歳以上: 7.0% |

## 郡区

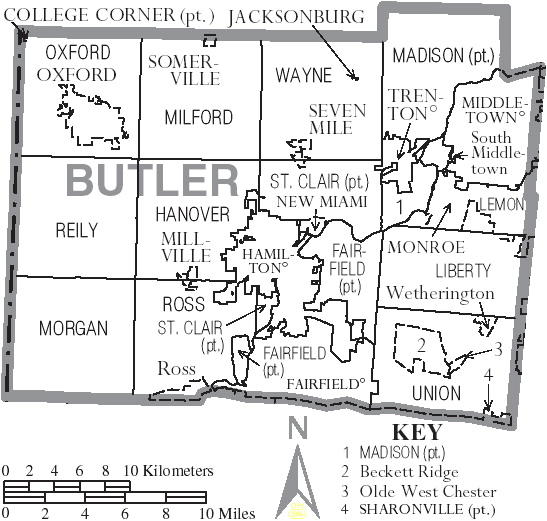
バトラー郡図

バトラー郡は下記13の郡区に分割されている。また少なくとも3つのペーパー郡区（書類上の郡区であり、現在は機能していない）がある。

### 現存郡区
| - フェアフィールド - ハノーバー - リーモン - リバティ | - マディソン - ミルフォード - モーガン | - オックスフォード - ライリー - ロス | - セントクレア - ウェイン - ウェストチェスター（2000年まではユニオン郡区） |

### ペーパー郡区
- ハミルトン
- ヘリテージ（フェアフィールド）[4]
- ミドルタウン
- シャロンビル[5]
- トレントン

## 都市
| - ハミルトン - 郡庁所在地 - ミドルタウン - フェアフィールド - モンロー | - オックスフォード - シャロンビル - トレントン |

### 村
| - カレッジコーナー - ジャクソンバーグ - ミルビル | - ニューマイアミ - セブンマイル - サマービル |

### 国勢調査指定地域
- ベケットリッジ
- オールドウェストチェスター
- ロス
- サウスミドルタウン
- ウェザリントン

### 未編入の町
| - アラート - アマンダ - ベサニー - ブルーボール - コリンズビル - ダータウン | - イングルズコーナー - エクセロ - インディアンスプリングス - レザーズビル - モード - マゴニグル | - オキアナ - オネイダ - オーバーペック - ピスガー - ポーストタウン - ポートユニオン | - プリンストン - シピオ - シャンドン - タイラーズビル - ウェストミドルタウン - ウッズデール |

## 教育
下記16の教育学区が郡内の公共教育を管轄している。太字体は主に郡内にあるもの、斜字体は主に他の郡内にあるものである。
- エッジウッド・ローカル教育学区、プレブル郡にも入る
- フェアフィールド市教育学区
- ハミルトン市教育学区
- ラコタ・ローカル教育学区
- マディソン・ローカル教育学区
- メイソン市教育学区、ウォーレン郡にも入る
- ミドルタウン市教育学区、ウォーレン郡にも入る
- モンロー・ローカル教育学区、ウォーレン郡にも入る
- ニューマイアミ・ローカル教育学区
- ノースウェスト・ローカル教育学区、ハミルトン郡にも入る
- プレブル・ショーニー教育学区、プレブル郡にも入る
- プリンストン市教育学区、ハミルトン郡とウォーレン郡にも入る
- ロス・ローカル教育学区
- サウスウェスト・ローカル教育学区、ハミルトン郡にも入る
- タラワンダ市教育学区、プレブル郡にも入る
- ユニオン郡・カレッジコーナー合同教育学区、プレブル郡、およびインディアナ州のユニオン郡とフランクリン郡にも入る

## 著名な出身者
- ウォルター・オルストン、ロサンゼルス・ドジャースの監督
- ジョン・ベイナー、アメリカ合衆国下院議長（2011年1月 - 現職）、下院少数党院内総務（2007年1月 - 2011年1月）
- ジェームズ・エドウィン・キャンベル、オハイオ州知事
- ケネソー・マウンテン・ランディス、イリノイ州連邦地裁判事、メジャーリーグベースボールの初代コミッショナー
- ジェリー・ルーカス、NBAバスケットボール選手
- ジョー・ナックスホール、野球選手、シンシナティ・レッズで史上最年少の15歳でデビュー、のちにラジオのアナウンサー
- チャールズ・リヒター、地震学者、マグニチュードの概念と大きさを表す指標リヒター・スケールを考案した
- チャーリー・ルート、野球選手
- ケント・テカルヴ、野球選手
- ロジャー・トラウトマン、ミュージシャン
- スコット・ウォーカー、ミュージシャン、ウォーカー・ブラザース